# Lijst van Stolpersteine in Heusden

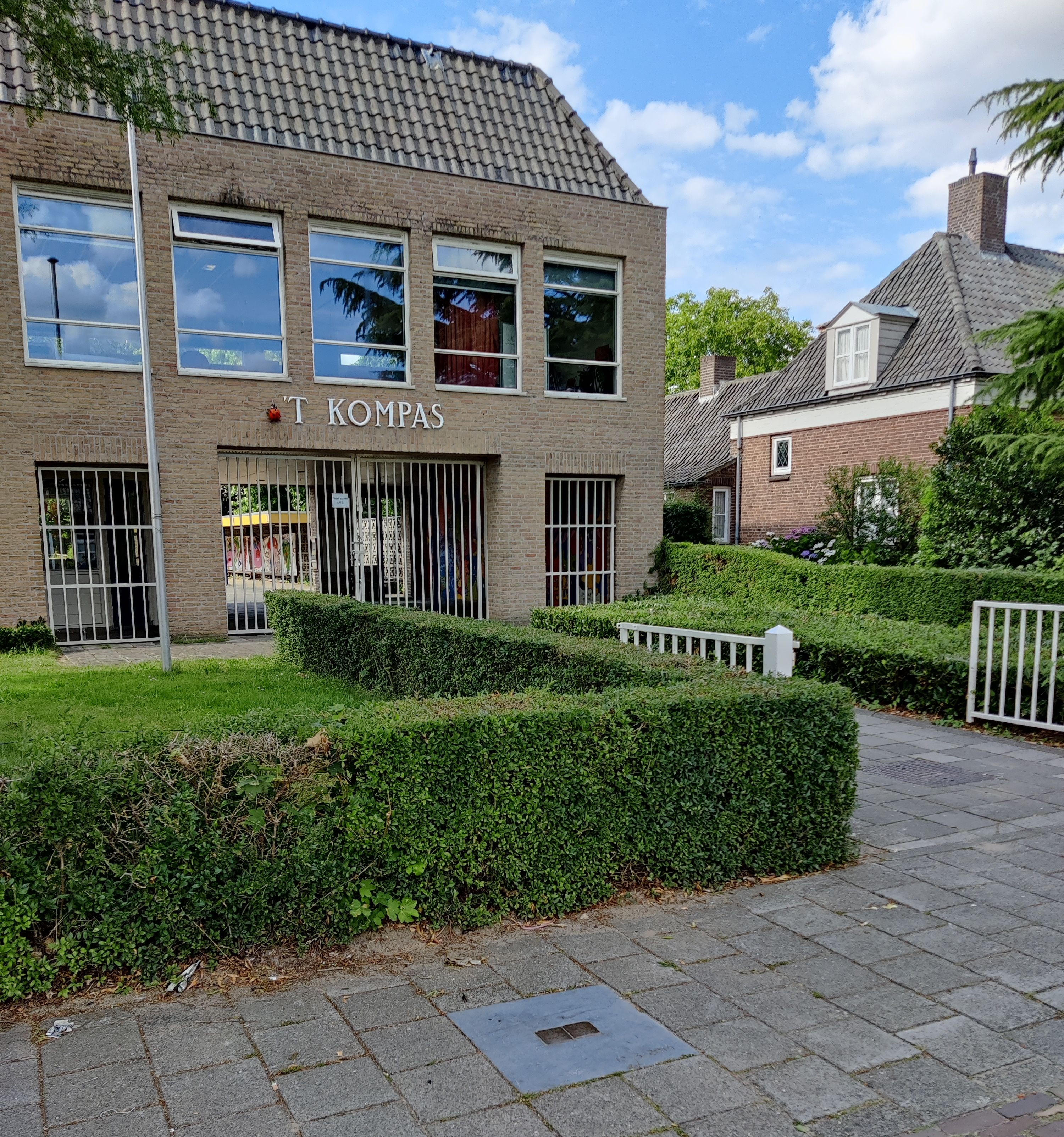
Stolpersteine in Nieuwkuijk voor Hans Leo Berg en Fritz Hirschfeld

De lijst van Stolpersteine in Heusden geeft een overzicht van de gedenkstenen die in de gemeente Heusden in de Nederlandse provincie Noord-Brabant zijn geplaatst in het kader van het Stolpersteine-project van de Duitse beeldhouwer-kunstenaar Gunter Demnig.
Stolpersteine zijn opgedragen aan slachtoffers van het nationaalsocialisme, al diegenen die zijn vervolgd, gedeporteerd, vermoord, gedwongen te emigreren of tot zelfmoord gedreven door het nazi-regime. Demnig legt voor elk slachtoffer een aparte steen, meestal voor de laatste zelfgekozen woning.
Omdat het Stolpersteine-project doorloopt, kan deze lijst onvolledig zijn.

## Stolpersteine
In de gemeente Heusden liggen drie Stolpersteine: twee in Nieuwkuijk en een in Vlijmen.

### Nieuwkuijk
In Nieuwkuijk liggen twee Stolpersteine op een adres.
| Afbeelding | Inscriptie | Adres                             | Herdachte persoon                   |
| ---------- | --- | --------------------------------- | ----------------------------------- |
|            | HIER WOONDE HANS LEO ISRAËL BERG GEB. 1885 GEARRESTEERD 1938 GEINTERNEERD DACHAU VRIJGELATEN GEVLUCHT NEDERLAND OVERLEDEN 30-1-1945 AMSTERDAM | Nieuwkuijksestraat 98 Kaart (OSM) | Hans Leo Israël Berg (1885–1945)    |
|            | HIER WOONDE FRITZ ISRAEL HIRSCHFELD GEB. 1886 GEDEPORTEERD 1943 UIT WESTERBORK VERMOORD 11-10-1944 AUSCHWITZ                                  | Nieuwkuijksestraat 98 Kaart (OSM) | Fritz Israël Hirschfeld (1886–1944) |

### Vlijmen
In Vlijmen ligt een Stolperstein.
| Afbeelding | Inscriptie                                                                                        | Adres                 | Herdachte persoon            |
| ---------- | ------------------------------------------------------------------------------------------------- | --------------------- | ---------------------------- |
|            | HIER WOONDE JOSEF HIRNHEIMER GEB. 1904 GEDEPORTEERD 1943 UIT WESTERBORK VERMOORD 7-5-1943 SOBIBOR | Wolput 12 Kaart (OSM) | Josef Hirnheimer (1904–1943) |

## Data van plaatsingen
- 12 maart 2019: Nieuwkuijk, twee Stolpersteine op Nieuwkuijksestraat 98; Vlijmen, een Stolperstein op Wolput 12